# گلن اسپنسر
گلن اسپنسر (انگلیسی: Galen Spencer; ۱۹ سپتامبر ۱۸۴۰ – ۱۹ اکتبر ۱۹۰۴) کماندار اهل ایالات متحده آمریکا بود.